# Chaintré
Chaintré é uma comuna francesa na região administrativa de Borgonha-Franco-Condado, no departamento de Saône-et-Loire. Estende-se por uma área de 3,31 km². Em 2010 a comuna tinha 591 habitantes (densidade: 178,5 hab./km²).